# Piotr Fijas
Piotr Władysław Fijas (ur. 27 czerwca 1958 w Bielsku-Białej) – polski skoczek narciarski, reprezentant Polski, brązowy medalista mistrzostw świata w lotach narciarskich z 1979, były rekordzista świata w długości skoku z 1987, trzykrotny zwycięzca zawodów Pucharu Świata, zdobywca Pucharu Beskidów z 1984, siedmiokrotny zwycięzca Memoriału Bronisława Czecha i Heleny Marusarzówny. Trzykrotny olimpijczyk, czterokrotny uczestnik mistrzostw świata w narciarstwie oraz sześciokrotny uczestnik mistrzostw świata w lotach. Zawodnik klubów BBTS Włókniarz Bielsko-Biała i Legii Zakopane. Starszy brat Tadeusza. Po zakończeniu kariery zawodniczej trener, od 10 stycznia do 30 kwietnia 1999 pełnił obowiązki pierwszego trenera reprezentacji Polski. Od sezonu 2014/2015 asystent w kadrze juniorów.
W Pucharze Świata zadebiutował 30 grudnia 1979 w Oberstdorfie, gdzie zajął 27. miejsce. Pierwsze punkty zdobył 1 stycznia 1980 w Garmisch-Partenkirchen za zajęcie 14. miejsca. Po raz pierwszy znalazł się w pierwszej trójce zawodów tej rangi 6 stycznia 1980 w Bischofshofen (3. miejsce), pierwszy raz zwyciężył 27 stycznia tego samego roku w Zakopanem. Łącznie dziesięciokrotnie stawał na podium zawodów Pucharu Świata, w tym trzy razy na najwyższym stopniu (wśród polskich skoczków ustępuje w tej klasyfikacji tylko Adamowi Małyszowi, Kamilowi Stochowi i Dawidowi Kubackiemu), punktował zaś 47 razy.
Jest byłym rekordzistą świata w długości skoku z 1987 (od najdłuższego skoku Mattiego Nykänena z 1985 kolejne rekordy mają, nadawany przez FIS, status „najlepszych wyników na świecie”) i jednocześnie rekordzistą wszech czasów w długości lotu stylem klasycznym. W czasie trwania swojej kariery był najwyższym skoczkiem na świecie.
Fijas zdobył dziewiętnaście medali na zimowych mistrzostwach Polski, w tym czternaście złotych.
Mąż Heleny z domu Marek, którą poślubił 25 lipca 1981. Ma z nią dwoje dzieci. Mieszkają w Szczyrku. Z zawodu jest elektromonterem. Został odznaczony Krzyżem Kawalerskim Orderu Odrodzenia Polski (2002).

## Przebieg kariery zawodniczej

### Początki
Piotr Fijas wychował się w Buczkowicach. Jest synem Adama i Genowefy z domu Waluś oraz absolwentem zasadniczej szkoły zawodowej. Sport zaczął uprawiać wraz z bratem Tadeuszem. Adam zapisał swych synów do klubu BBTS Bielsko-Biała, gdzie pracowali dobrze przez niego znani trenerzy Jakub Węgrzynkiewicz i Józef Przybyła. Jeździć, a potem skakać na nartach chłopcy uczyli się w Szczyrku, gdzie znajdowała się sekcja klubu. Skoki Fijasa w wieku juniorskim były dynamiczne, dalekie, ale kończone słabym lądowaniem.

Zaczynałem skakać na skoczniach małych, 20–30 metrowych. W kategorii juniorów nie miałem jakiś spektakularnych sukcesów. Reprezentowałem wówczas jeszcze przeciętny poziom, czego dowodem jest fakt, że jako junior nie zdobyłem nawet tytułu mistrza Polski w skokach. Moja kariera zaczęła się więc bardzo spokojnie.

W lutym 1970 Fijas wystartował w młodzieżowych mistrzostwach Polski w Nowym Targu, w których zajął 22. miejsce. W następnym sezonie uplasował się w nich pozycję niżej, wziął też udział w zawodach chłopców w Szczyrku, które ukończył na dziewiątej lokacie. W 1972 w Zakopanem zadebiutował w MP juniorów, zajmując szóstą pozycję w kategorii Junior A. Gorzej w tych zawodach spisywał się w kolejnych startach – w 1974 w Wiśle był 16., rok później w tym samym mieście 18. Bliski pozycji medalowej był w drugim konkursie rozgrywanym w ramach MPJ 1975: skoki na 51 m i 47,5 m dały mu czwarte miejsce. Miesiąc później w Młodzieżowych Zawodach Przyjaźni Krajów Socjalistycznych osiągnął 13. i 10. pozycję. Startując w mistrzostwach Polski juniorów w kombinacji norweskiej zajął trzecie miejsce; tytuł mistrzowski zdobył Jan Szturc.
W 1975 przed igrzyskami olimpijskimi w Innsbrucku został razem z Henrykiem Tajnerem zauważony przez Lecha Nadarkiewicza, asystenta trenera Janusza Forteckiego i przez tego drugiego dołączony do kadry narodowej. Nie udało mu się jednak pojechać na igrzyska ze względu na silną konkurencję w zespole, do którego należeli Wojciech Fortuna, Stanisław Bobak, Stanisław Gąsienica-Daniel, Adam Krzysztofiak i Tadeusz Pawlusiak. W Pucharze Przyjaźni w Zakopanem był siódmy i trzeci wśród juniorów, wśród seniorów zaś – 26. Rywalizację o Puchar Beskidów 1976 ukończył na 47. pozycji (wystartował tylko w Szczyrku, gdzie był trzynasty), a na mistrzostwach Europy juniorów w Libercu był piętnasty. W krajowym czempionacie znalazł się na ósmym miejscu wśród juniorów oraz na trzynastym i jedenastym wśród seniorów, a w klasyfikacji Pucharu Przyjaźni juniorów był czwarty. W tym samym roku zachorował na żółtaczkę i musiał na prawie rok przerwać treningi, choć jeszcze jesienią uczestniczył w konkursach skoków w Zakopanem (9. i 7. pozycja). Zastanawiał się, czy wracać jeszcze do skoków. Zaczął pracować na posterunku energetycznym.
W lutym 1977 sklasyfikowano go na 14. miejscu w zawodach o Puchar Trybuny Robotniczej. Miesiąc później w MP juniorów zajął piątą i czwartą lokatę. We wrześniu wziął udział w zawodach o Grand Prix Frenštátu (36. miejsce), rozgrywanych na nawierzchni igelitowej; w październiku na tym samym obiekcie w innych zawodach był również 36. W jesiennych konkursach na Średniej Krokwi zajmował kolejno siódmą, dwudziestą oraz czwartą pozycję.

### 1977/1978
W 1977 został powołany do odbycia służby wojskowej, z racji wysokiego wzrostu – w kompanii reprezentacyjnej. Treningi wznowił w styczniu 1978 w WKS Legia Zakopane. Jego trenerem był Jan Furman, który prowadził wówczas także Stanisława Bobaka. Zimą Fijas osiągnął jedenastą oraz szesnastą pozycję w Pucharze Beskidów (w generalnej klasyfikacji był dziesiąty), zdobył brązowy medal mistrzostw Beskidów, rywalizował w mistrzostwach okręgu (zajął kolejno 22., 5., 3. oraz 7. miejsce), mistrzostwach Polski (był dwunasty i siódmy), a także był trzeci w konkursie o Puchar Trybuny Robotniczej. Znalazł się w grupie szkoleniowej, którą zajmował się Tadeusz Kołder, a której celem było przygotowanie do startu w mistrzostwach świata w fińskim Lahti. Jednocześnie odbywał służbę wojskową w Modlinie i w Zakopanem, przez co dłużej niż reszta polskiej ekipy musiał czekać na zgodę od ministerstwa na wyjazd. Do Finlandii dotarł dzień przed konkursem na normalnej skoczni, nie wziął przez to udziału w oficjalnym treningu. W konkursie zajął 47. miejsce. Lepiej było na dużym obiekcie, kiedy to został sklasyfikowany na 18., najlepszym z Polaków miejscu po skokach na 101 m i 104 m. Po zawodach w Lahti Fijas wygrał konkurs na małej skoczni w szwedzkim Falun, a na dużej był piąty. W kwietniowych zawodach w Oberwiesenthalu zajął 20. oraz 19. pozycję.

### 1978/1979
W towarzyskich sierpniowych zawodach na Średniej Krokwi uplasował się na czternastym i drugim miejscu. W corocznym wrześniowym konkursie we Frenštácie był tym razem jedenasty. Zimą zadebiutował w Turnieju Czterech Skoczni, w którym zajął 10. miejsce. W Oberstdorfie był 38., w Garmisch-Partenkirchen 17., w Innsbrucku 12., a w Bischofshofen stanął na najniższym stopniu podium, po dwóch skokach na 104 m. W klasyfikacji Turnieju Czeskiego, po zajęciu ósmej pozycji w Harrachovie, a także szóstej i trzeciej w Libercu znalazł się na miejscu czwartym. Na mistrzostwach krajowych był tym razem 24., a w lutowej próbie przedolimpijskiej w Lake Placid 18. i 36. Po powrocie do kraju odniósł zwycięstwo w prestiżowym Memoriale Bronisława Czecha i Heleny Marusarzówny.
W marcu 1979 zamiast na mistrzostwa świata w lotach w Planicy, które nie zyskały aprobaty finansowej PZN pojechał na zawody przyjaźni Oberhofspiele do Oberhofu, w których zajął trzynastą lokatę. Kołder po zakończeniu tej imprezy podjął decyzję o samodzielnym wyjeździe do Jugosławii na koszt Centralnego Ośrodka Sportu. Mamuci obiekt w Planicy wywarł wielkie wrażenie na Bobaku i Fijasie, którzy z respektem podchodzili do każdej próby. Fijas na wcześniejszych treningach na dużej skoczni podparł trzy skoki, jednego nie ustał, dlatego też Kołder obawiał się o swojego zawodnika. Ten jednak już w pierwszym swym skoku na Velikance ustanowił rekord Polski (151 m).

Stoję na trybunie przy progu, z tyłu monitor wideo, dzięki któremu można widzieć, jak skok przebiega. Numery 26, 27... „Z numerem 28 Piotr Fijas – Polska”. Zobaczyłem biały punkcik. Cofnął się, zniknął mi z oczu. Całe szczęście! Zrezygnował! Lecz nie... jedzie! Dobrze jedzie. Sprężony. Na progu śmignął. Widzę w monitorze: leci, leci, dobrze leci, nie może spaść! 151 m – najdłuższy skok. Euforia niesamowita. Byłem nieprzytomny z emocji.

W zaliczanych do mistrzostw seriach rozgrywanych pierwszego dnia imprezy Fijas uzyskał 149 m, 131 m i 166 m. Ta ostatnia odległość była kolejnym rekordem kraju. Do noty zaliczano dwa najlepsze osiągnięcia; punkty odejmowało się nie od punktu K, a od najdłuższego skoku serii. Po pierwszym dniu zawodów Fijas był trzeci. Następnego dnia skoczył 149 m, 152 m i 162 m i utrzymał trzecią lokatę. Z powodu złej pogody serie zaplanowane na trzeci dzień odwołano. Tym samym Fijas zdobył brązowy medal, do 2018 był on jedynym wywalczonym przez polskich skoczków w mistrzostwach świata w lotach. W kraju jego osiągnięcie przeszło bez echa.
Fijas w marcu zdobył również pierwszy w swej karierze złoty medal mistrzostw Polski, a także wygrał zawody o Puchar Tatr w Szczyrbskim Jeziorze. Potem startował też w Oberwiesenthalu (był 22. i 27.) i w Mühlbach (miejsce dziesiąte).

### 1979/1980

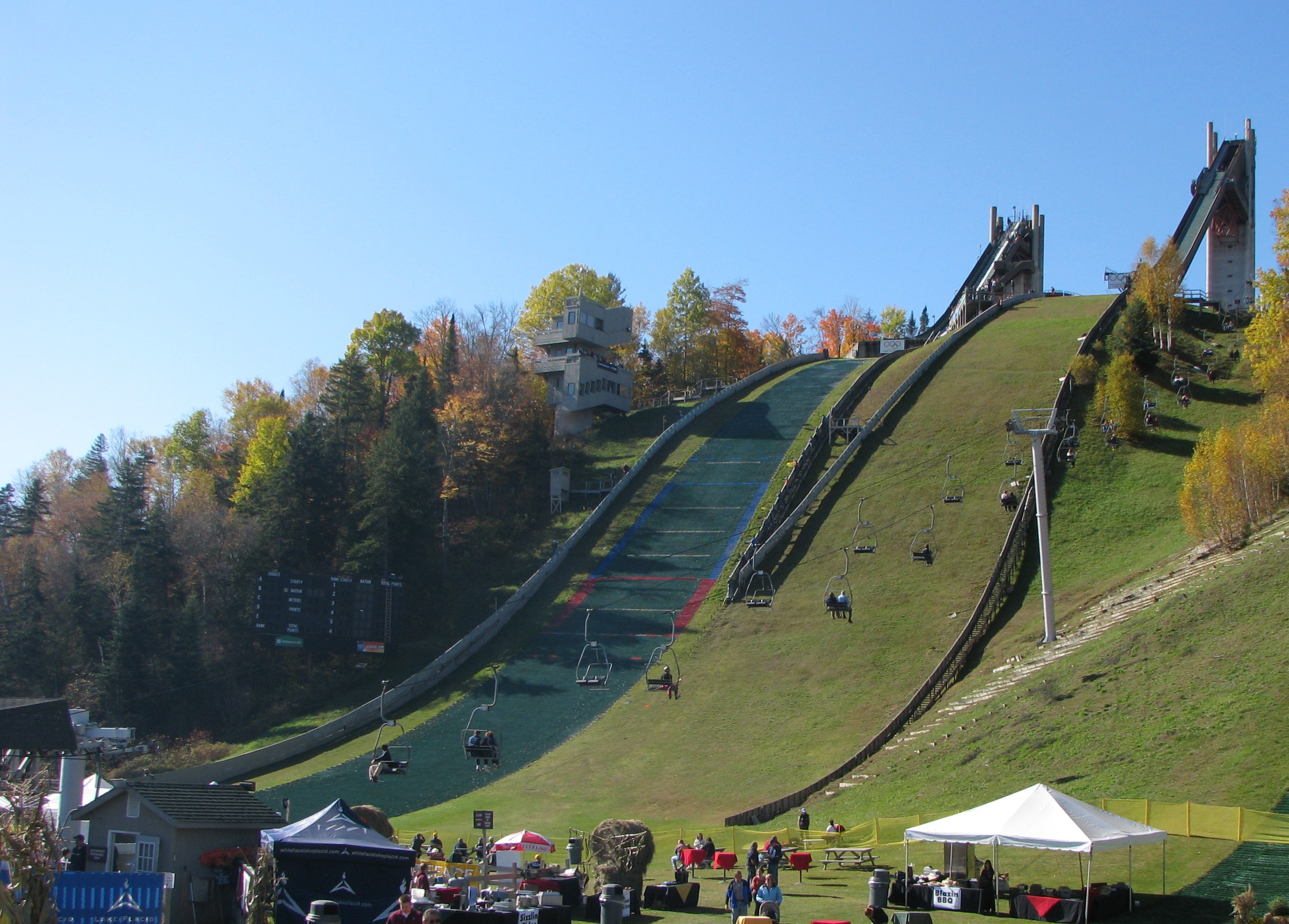
Skocznia w Lake Placid, gdzie Fijas reprezentował Polskę na igrzyskach w 1980

Od tego sezonu FIS zaczęła organizować zawody o Puchar Świata. Fijas w zaliczanych doń konkursów w ramach Turnieju Czterech Skoczni zajął kolejno 27., 14., 15. i 3. lokatę. Podium w Bischofshofen, było pierwszym w PŚ, na którym stanął skoczek z Polski. Fijas uzyskał wtedy odległości 98,5 m i 101,5 m. W klasyfikacji generalnej turnieju był ósmy. W rozgrywanym następnie Turnieju Czeskim zajął natomiast szóste miejsce (w Harrachovie był siódmy, a w Libercu drugi).
27 stycznia 1980 wygrał konkurs PŚ na Wielkiej Krokwi w Zakopanem. Warunki atmosferyczne były bardzo dobre, co przyciągnęło pod skocznię wielu kibiców. Uzyskał odległości 113 m i 113,5 m. Za zwycięstwo w nagrodę dostał kożuch. Na drugim miejscu uplasował się Stanisław Bobak. Dzień wcześniej Fijas na Średniej Krokwi był jedenasty, a oba konkursy były częścią memoriału Czecha i Marusarzówny, który tym samym zakończył się wygraną Fijasa. Na początku lutego zdobył złoty oraz srebrny medal mistrzostw kraju, a tydzień potem w Saint-Nizier po raz drugi w karierze wygrał konkurs World Cup, wyprzedzając Hansa Wallnera i Bobaka, po skokach na 99 m i 101 m. Dało mu to awans na trzecie miejsce w klasyfikacji generalnej Pucharu. Zwyciężył też w kolejnych zawodach w tym mieście, lecz zostały one anulowane, a w powtórce skoczek z powodu problemów z pozycją dojazdową przy deszczowej pogodzie zanotował słabszy występ.
Na olimpiadzie rozgrywanej w amerykańskim Lake Placid na skoczni normalnej był 47. Skoczył wtedy 79,5 m i 59,5 m, a drugą próbę zakończył upadkiem. Na skoczni dużej zajął czternastą pozycję po skokach na 107 m i 101 m.
Podczas konkursu Pucharu Świata w lotach w Vikersundzie (27. pozycja) zerwał więzadła przyśrodkowe kolana, co wykluczyło go z rywalizacji do końca sezonu. Przeszedł operację, a treningi wznowił dopiero jesienią. W ostatecznej klasyfikacji PŚ sezonu 1979/1980 zajął szesnastą pozycję z 73 punktami.

### 1980/1981
We wrześniowych zawodach we Frenštácie był dopiero 68. Sezon zimowy rozpoczął od udziału w Pucharze Przyjaźni w Harrachovie (szesnasta lokata), a następnie w Turnieju Czterech Skoczni, w którym zajął 38. miejsce. W Oberstdorfie był 40., w Ga-Pa 57. W części austriackiej turnieju uplasował się na 19. pozycji w Innsbrucku i 48. w Bischofshofen.
Poza czołową piętnastką zawodników, która otrzymywała punkty do klasyfikacji PŚ umiejscowiony został w Harrachovie i Libercu – odpowiednio 17. i 22. pozycja. Wyniki te dały mu dziewiętnaste miejsce w tabeli Turnieju Czeskiego. Piątą pozycję zajął w zawodach zaliczanych do Pucharu Europy w Le Brassus. Niepowodzeniem zakończyły się jego starty w PŚ w Sankt Moritz (44. lokata) oraz Gstaad (27. miejsce). Pierwsze pucharowe punkty uzyskał dopiero w Engelbergu, gdzie był czternasty, a w klasyfikacji Turnieju Szwajcarskiego dzięki powyższym wynikom znalazł się na 26. miejscu. W Zakopanem na memoriale Czecha i Marusarzówny osiągnął trzecią oraz czwartą lokatę, a w mistrzostwach Polski był piąty i drugi. Z kolei na MŚ w lotach w Oberstdorfie nie obronił pozycji medalowej sprzed dwóch lat i zajął siedemnaste miejsce z łączną notą 877,5 pkt. W pierwszej piętnastce zawodów o PŚ znalazł się jeszcze w Lahti (był czternasty i jedenasty), Bærum (dziewiąte miejsce) i w Planicy (ósma pozycja); poza czołową piętnastką zaś w Falun, gdzie był 20., w Oslo, gdzie znalazł się na 18. pozycji, a także w pierwszych zawodach na Bloudkovej velikance – miejsce 49. W odrębnym od pucharowego konkursie festiwalowym na Holmenkollen osiągnął 38. pozycję. W klasyfikacji końcowej był 31. z 24 punktami w swoim dorobku.

### 1981/1982
Zawodnik nie wziął udziału w kolejnym Turnieju Czterech Skoczni, ze względu na stan wojenny w Polsce. Pod koniec stycznia zwyciężył w memoriale Czecha i Marusarzówny.
Do skakania na arenie międzynarodowej powrócił w lutym, po starcie w mistrzostwach Polski, w których zajął czwartą i pierwszą pozycję. Pojechał wtedy na mistrzostwa świata do Oslo, gdzie był 19. i 29., a z drużyną 14. (oprócz niego skakali Stanisław Pawlusiak i Bogdan Zwijacz).
Po światowym czempionacie pojechał na zawody PŚ do Finlandii, gdzie na skoczni Salpausselkä w Lahti zajął 22. miejsce. Jedyne w sezonie pucharowe punkty zdobył w Szczyrbskim Jeziorze, gdzie zajął drugą i piątą pozycję. W tym pierwszym konkursie lądował na 109 m i 106 m. W klasyfikacji końcowej uplasował się na 26. miejscu z 31 punktami.

### 1982/1983

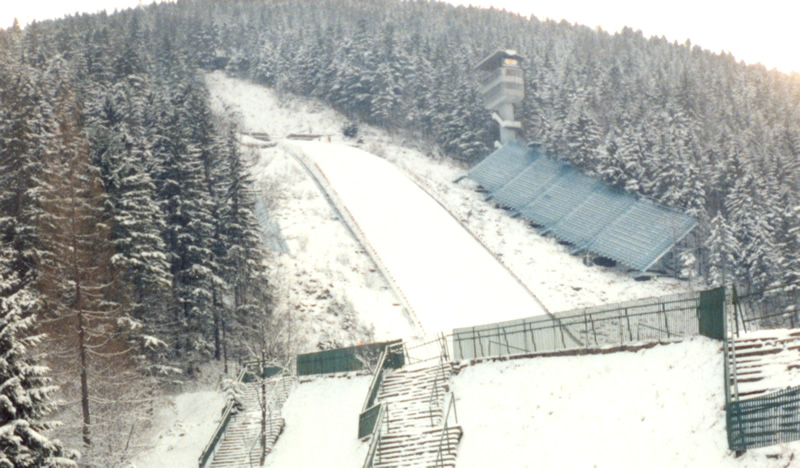
Zakopiańska Wielka Krokiew, skocznia na której Fijas wygrywał zawody o mistrzostwo Polski i Puchar Świata

Latem Fijas zajął 12. miejsce w konkursie w Les Rousses, 74. w Kanderstegu, a w Grand Prix Frenštátu wywalczył 15. pozycję. W rozgrywanym na przełomie grudnia i stycznia Turnieju Czterech Skoczni punktował dwa razy – w Oberstdorfie (dziewiąta lokata) i w Innsbrucku (czternaste miejsce). W Ga-Pa był 17., a w Bischofshofen 32. Wyniki te dały mu trzynaste miejsce w turnieju z łączną notą 911,4 pkt.
Zawody z cyklu Pucharu Świata na skoczniach czechosłowackich – w Harrachovie i Libercu ukończył kolejno na 15. i 14. miejscu, a także na piętnastym w tabeli TC. Następne konkursy organizowane były za oceanem – w Lake Placid i Thunder Bay. Wszystkie te cztery rywalizacje Fijas kończył miejscem w trzeciej dziesiątce zawodników (był kolejno 25., 24., 22. oraz 25.). Podobnie było w zawodach w Sankt Moritz – miejsce 27. W lutym wywalczył indywidualnie złoty i srebrny oraz drużynowo złoty medal mistrzostw Polski. W Harrachovie, podczas marcowych mistrzostw świata w lotach był dwunasty, a jego najdłuższym skokiem był lot na 168 m. Sezon 1982/1983 w PŚ ukończył, po zajęciu 17. i 52. miejsca w Planicy na 43. pozycji. Łącznie zdobył 12 punktów.

### 1983/1984
We wrześniu Fijas stanął na najniższym stopniu podium corocznych zawodów igelitowych we Frenštácie. W sezonie zimowym powrócił do wysokiej dyspozycji. Pierwsze punkty zdobył już w konkursie w Thunder Bay, gdzie był 13., co dało mu olimpijską kwalifikację. Dwa dni później na większym obiekcie znalazł się na 26. miejscu. W Lake Placid najpierw zamknął pierwszą dziesiątkę, a w kolejnym konkursie był osiemnasty.
W zawodach inaugurujących Turniej Czterech Skoczni zajął dziewiąte miejsce w Oberstdorfie po skokach na 103 m i 107 m. W następnych zawodach było gorzej – uplasował się na 54. pozycji w Garmisch, 33. w Innsbrucku i 17. w Bischofshofen. Ostatecznie uplasował się na 29. lokacie w klasyfikacji TCS.
Przed olimpiadą startował jeszcze w konkursach FIS w Czechosłowacji: w Harrachovie był dwudziesty drugi, a w Libercu czwarty, przegrywając podium o 4,8 pkt. z Perem Bergerudem. Dzięki tym wynikom został sklasyfikowany na dziesiątej pozycji w Turnieju Czeskim. W zawodach w kraju był najlepszy w Szczyrku – w Pucharze Beskidów – oraz w Zakopanem, w tradycyjnym memoriale, rozegranym na dwa tygodnie przed igrzyskami olimpijskimi.
Podczas lądowania w trakcie drugiej z tych imprez znowu uszkodził kolano. Był zmuszony unieruchomić spuchniętą kończynę w gipsie. Zdecydował się jednak wziąć udział w olimpiadzie w Sarajewie. Fijas zdjął gips dzień przed odlotem do Jugosławii. Noga była nadal w nie najlepszym stanie, więc zawodnik do skoków treningowych na normalnej skoczni podchodził bardzo ostrożnie. Pomimo tego osiągnął na nich pierwszą i trzecią odległość. W konkursie zajął siódme miejsce (skoczył 87 m i 88 m). Po pierwszej serii zajmował piątą pozycję, ze stratą 1,5 pkt. do podium. Za skok w serii finałowej dostał jednak bardzo niskie noty i pomimo łącznej sumy odległości lepszej o dwa metry od brązowego medalisty Jariego Puikkonena, stracił doń 8,3 pkt. Skoczek swe wyjście z progu w drugiej próbie uznał za rewelacyjne, a już nie tak dobrą odległość i oceny sędziów uzasadnił niepotrzebnym machaniem rąk w powietrzu. Na treningach przed zawodami na większym obiekcie plasował się wraz z Jensem Weißflogiem oraz Mattim Nykänenem w najlepszej trójce. Nie odpuszczenie żadnego z treningów dla nabrania świeżości Fijas po latach określił jako błąd. W konkursie miał skakać po Andreasie Felderze, jednak Austriakowi przytrafiła się awaria sprzętu i sędziowie polecili skakać Polakowi. Przygotowywał się on już do skoku, kiedy Felder naprawił usterkę i skok Fijasa został wstrzymany. Austriacki sprzęt ponownie odmówił posłuszeństwa. W czasie trzyminutowej przerwy Fijas stał, oczekując na swoją próbę, zamiast odpiąć narty i rozluźnić nogi. Wybiło go to z rytmu, przez co w efekcie spóźnił swój skok i stracił szanse na medal. Ostatecznie był siedemnasty (osiągnął odległości 103 m i 95 m).

Byłem wtedy w życiowej formie. Najlepiej przygotowany, skakałem bardzo daleko, ale niestety nie udało się. Liczyłem na trzecie miejsce. Było tam dwóch bardzo dobrych skoczków: Nykaenen i Weissflog, ale reszta była do ogrania. Dla mnie te wyniki były porażką.

Fijas po powrocie do Zakopanego wygrał oba indywidualne konkursy mistrzostw Polski. Konkurs drużynowy nieoficjalnych mistrzostw świata w skokach odbył się kilka później w Engelbergu. Polska z Fijasem w składzie zajęła w nich 14. pozycję. W kończących sezon konkursach w jugosłowiańskiej Planicy zajął on jedenaste oraz trzecie miejsce, skacząc w tych drugich zawodach 113 m i 107 m. Dzięki 57 punktom został sklasyfikowany na 17. miejscu w końcowym rankingu PŚ.

### 1984/1985
8 września Fijas wywalczył 43. miejsce w zawodach na igelicie we Frenštácie. 33. Turniej Czterech Skoczni ukończył na siódmej pozycji. W Oberstdorfie dzięki skokom na 114 m i 102 m był dziewiąty. W Ga-Pa skoczył 99 m oraz 96,5 m i zajął siódme miejsce. W Innsbrucku był czternasty, a w Bischofshofen stanął na najniższym stopniu podium. Uzyskał wówczas odległości 111 m i 106 m.
W styczniu pojawił się na starcie rywalizacji w Turnieju Bohemii, którego wyniki była zaliczane do klasyfikacji Pucharu Europy. W obu konkursach, rozgrywanych w Harrachovie i w Libercu zajął drugie miejsce, zdecydowanie przegrywając z zawodnikiem gospodarzy, Pavlem Plocem. Podia te dały mu drugą pozycję w turnieju, 40 punktów w tabeli PE i 20. pozycję po zakończeniu tego cyklu.
Na narciarskich mistrzostwach świata w austriackim Seefeld zajął 22. i 19. miejsce. Na skoczniach w Szczyrku i Wiśle zdobył kolejne dwa złote medale mistrzostw Polski. Wystartował następnie w Turnieju Szwajcarskim: w Sankt Moritz był trzydziesty, w Engelbergu osiągnął pozycję szóstą, a w całym turnieju – dwunastą. Na harrachovskim Čerťáku zajął miejsce dwunaste, a w pierwszych zawodach w Lahti był blisko podium (czwarta lokata). Drugiego dnia sklasyfikowano go jako jedenastego w stawce.
Czternaste miejsce zajął w Planicy podczas mistrzostw świata w lotach. Rozgrywany tym razem w marcu memoriał Czecha i Marusarzówny zakończył ze zwycięstwem i drugim miejscem. W ostatnim w sezonie pucharowym konkursie w Szczyrbskim Jeziorze był jedenasty. Dzień wcześniej na mniejszej skoczni zajął 32. miejsce. W końcowej klasyfikacji generalnej PŚ był czternasty, z 69 zdobytymi punktami

### 1985/1986
Wrześniowe zawody na igelicie w Czechosłowacji ukończył na 17. pozycji. W grudniowych konkursach PŚ rozgrywanych na kontynencie amerykańskim zajął siódmą i dziewiątą lokatę w Thunder Bay oraz jedenastą i ósmą w Lake Placid.
Swój udział Turnieju Czterech Skoczni rozpoczął od trzeciego miejsca w Oberstdorfie, po skokach na odległość 110 m i 114 m. Później uzyskał 9. pozycję w Ga-Pa, 28. w Innsbrucku i 9. w Bischofshofen. W klasyfikacji turnieju był siódmy
Pierwszy konkurs tamtej edycji PŚ w Czechosłowacji, na obiekcie w Harrachovie ukończył na dwunastym miejscu; drugi, rozgrywany 12 stycznia w Libercu na miejscu pierwszym, co było jego trzecim w karierze zwycięstwem w zawodach pucharowych, a pierwszym od blisko sześciu lat. Triumf dał mu skok na 114 m (drugą serię odwołano). W Turnieju Czeskim sklasyfikowano go na siódmej lokacie. Dwa tygodnie później jedyny raz w karierze wystartował w zawodach w japońskim Sapporo, gdzie zajął 43. i 4. pozycję. W Pucharze Beskidów w Szczyrku i Wiśle był drugi i piąty (w łącznej klasyfikacji trzeci); po raz kolejny dwukrotnie został też złotym medalistą mistrzostw Polski. W Pucharze Świata punkty zdobył jeszcze tylko w Vikersundzie, gdzie sklasyfikowany został na trzecim miejscu (w drugiej serii ustanowił rekord Vikersundbakken – 163 m, poza tym uzyskał 140 m i 144 m). Dzień później na tej skoczni był osiemnasty. W konkursach Turnieju Szwajcarskiego w Sankt Moritz, Gstaad i Engelbergu zajmował kolejno 40., 32. i 22. lokatę, a w całym Turnieju był 25.
Na MŚ w lotach w Tauplitz był dziesiąty. W seriach niedzielnych tej imprezy osiągnął odległości 171 m, 167 m i 172 m (biorąc pod uwagę tylko skoki z drugiego dnia Fijas był czwarty w stawce), a jego końcowa nota wyniosła 657,5 pkt. W zakopiańskim memoriale Bronisława Czecha i Heleny Marusarzówny ponownie zajął pierwszą i drugą pozycję.
W marcowych konkursach PŚ w Planicy znalazł się na miejscach 50. i 16. W tym sezonie zdobył najwięcej punktów tego cyklu w karierze – 84., co dało mu piętnaste miejsce w końcowej klasyfikacji.

### 1986/1987

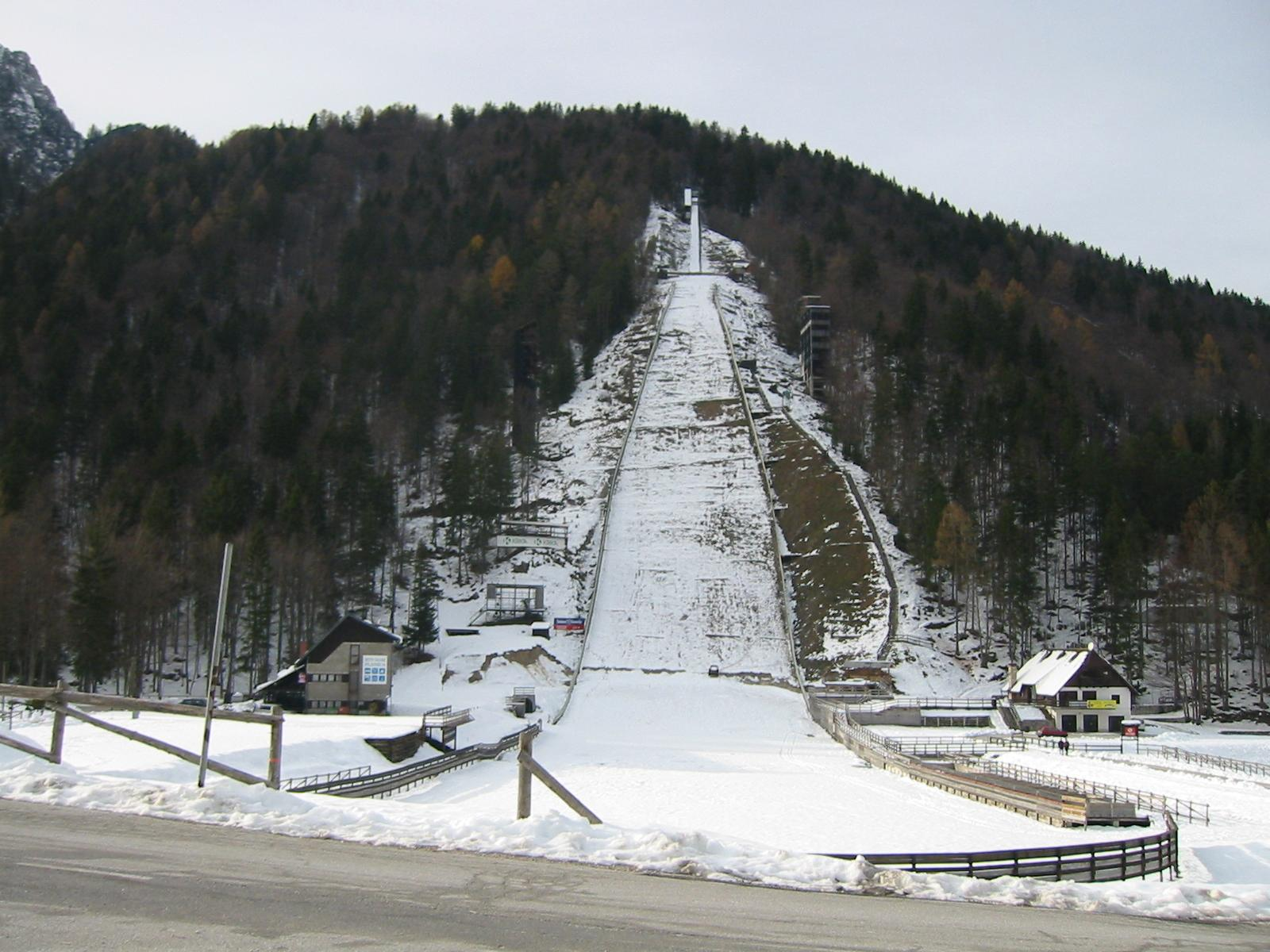
Letalnica, skocznia na której Piotr Fijas 14 marca 1987 ustanowił rekord świata w długości skoku

We wrześniowych zawodach we Frenštácie Fijas zajął piątą lokatę. Na pierwszych w sezonie treningach na śniegu w Szczyrbskim Jeziorze skakał bardzo daleko, kilka metrów dalej od rywali.
W grudniu wziął udział w pucharowych konkursach za oceanem, jednak wszystkie zakończyły się dlań niepowodzeniem – w Kanadzie był 28. i 23., w Stanach Zjednoczonych 44. i 46. Z powodu słabych wyników wziął udział tylko w niemieckiej części TCS. W Oberstdorfie był 74., a w Garmisch-Partenkirchen 108. W rankingu generalnym zajął 114. miejsce.
Po wycofaniu się z turnieju trenował przez kilka tygodni w Szczyrku, Wiśle i Zakopanem. W pierwszych dwóch z wymienionych miast odbyły się w styczniu konkursy o Puchar Beskidów. Fijas zajął w nich siódmą i trzecią lokatę, a czwartą w klasyfikacji Pucharu. Na mistrzostwach świata w Oberstdorfie uplasował się na 12. pozycji na skoczni dużej (skoczył 103,5 m i 113,5 m) z notą 196,8 pkt. i 33. na skoczni normalnej (łącznie 194,0 pkt.) W konkursie drużynowym reprezentację Polski z Fijasem w składzie sklasyfikowano na trzynastym miejscu.
Po powrocie z mistrzostw rywalizował w PŚ na obiekcie w Lahti, jednak bez powodzenia (46. i 57. miejsce). Po wywalczeniu w Szczyrku i Wiśle dwóch złotych medali mistrzostw kraju wystartował następnie – opuszczając krajowy memoriał Czecha i Marusarzówny – w Planicy, gdzie odbyły się dwa konkursy lotów w ramach Pucharu Świata. W pierwszym – 14 marca 1987 – ustanowił na Velikance rekord świata w długości skoku, skacząc w trzeciej serii 194 m. Rezultat ten nie został pobity przez następnych siedem lat, a do dziś to najdłuższy skok w historii dyscypliny oddany w stylu klasycznym. Rekordowa próba nie została jednak zaliczona do konkursowej noty Fijasa, ponieważ jury postanowiło anulować kolejkę – ostatecznie tego dnia zajął on siódme miejsce. Rywalizację w następnym konkursie ukończył po zaliczonych skokach na 139 m i 185 m na najniższym stopniu podium – dziesiątym i ostatnim w Pucharze Świata w karierze. W pierwszej próbie (odrzuconej jako spośród trzech punktowo najsłabszej) Polak spróbował osiągnąć 200 m i zdobyć przewidzianą za ten wyczyn od organizatorów nagrodę – mercedesa. Wychylił się jednak za bardzo i zbyt płasko do przodu, narty odbiły mu się od barków i wylądował na brzuchu, notując słabą odległość.
W ostatnich w sezonie zawodach w Oslo uplasował się na 36. oraz 25. pozycji. W klasyfikacji generalnej cyklu był 31. z 24 zdobytymi punktami.
Na kończących narciarski sezon w kraju zawodach w Szczyrku w ramach memoriału czczącego pamięć Zdzisława Hryniewieckiego, odniósł pewne zwycięstwo. W kwietniu wziął jeszcze udział w konkursach w Feldbergu, gdzie zajął 27. i 6. miejsce.

### 1987/1988
We wrześniu na igelicie w Kanderstegu Fijas był 96., a we Frenštácie wywalczył czwartą pozycję. Jedyne w sezonie punkty Pucharu Świata uzyskał w Innsbrucku, gdzie był ósmy, skacząc 95 m i 99 m. Wcześniej w Oberstdorfie zajął 54. miejsce. W Garmisch był 28., a w ostatnim konkursie TCS w Bischofshofen także 28. W klasyfikacji turnieju był ostatecznie 29.
W zawodach Pucharu Europy w Planicy – był to jednocześnie Turniej Trzech Państw – zajmował kolejno 46., 30. i 9. pozycję. W końcowej klasyfikacji PE znalazł się na 105. miejscu, a w tabeli TTP zajął miejsce 21. W zaliczanym do PŚ Turnieju Szwajcarskim uzyskał zaś 20., 59. oraz 26. lokatę, co dało mu 37. pozycję w TS.
Na igrzyskach w Calgary uplasował się na skoczni normalnej na dziesiątej pozycji – skoczył wówczas 84,5 m i 80 m. W pierwszej serii wylądował pół metra dalej od zajmującego trzecią lokatę Mirana Tepeša, jednak niskie noty za styl spowodowały, że Polak był osiem pozycji niżej od Jugosłowianina. Na dużym obiekcie był na trzynastym miejscu, po skokach na 107,5 m i 102 m.
Po powrocie do kraju zajął pierwsze oraz drugie miejsce w memoriale Bronisława Czecha i Heleny Marusarzówny, a na mistrzostwach Polski zdobył złoty i brązowy medal indywidualnie oraz brązowy w drużynie. Mistrzostwa świata w lotach w Oberstdorfie ukończył na siódmym miejscu z notą 334,0 pkt., ex aequo z Jonem Ingem Kjørumem i Wernerem Schusterem. Rozegrano trzy serie, w których Fijas lądował na 146 m, 169 m i 163 m.
Rywalizował jeszcze w pucharowych zawodach w Meldal (był 25.), Oslo (21. pozycja) oraz w Planicy (27. i 23. miejsce). W ostatecznej klasyfikacji PŚ był 55. z dorobkiem 8 punktów.

### 1988/1989
Latem Fijas rozpoczął przygotowania do nowego sezonu, w którym jego głównym celem miał być dobry start na mistrzostwach świata w Lahti. We wrześniowym konkursie na igelicie w Kanderstegu zajął szesnaste miejsce, a podczas treningu we Frenštácie doznał poważnej kontuzji zerwania więzadeł.

Na tej skoczni bardzo często wiało. Tym razem jednak wiatr był z różnych kierunków. Skoczyłem daleko, ale miałem problemy w powietrzu. Wylądowałem do przysiadu mocno z tyłu. Zamiast podeprzeć ten skok, na siłę chciałem przenieść ciężar ciała do przodu, bo miałem nowy kombinezon i szkoda mi go było. Wykręciło mi nogę. Zaczęło mi kręcić nartą. I tak kilka razy dookoła. Czułem i słyszałem jak wszystko w kolanie mi strzela. Pozrywałem wszystkie więzadła. Ból był straszny.

Do domu i lekarza dotarł autobusem. Pierwszą operację kolana przeprowadzono w Warszawie. Wydawało się, że więzadła prawidłowo się zrastają, jednak gdy zawodnik przypadkowo krzywo postawił nogę kolano znów spuchło. Fijas udał się tym razem do szpitala WAM w Łodzi. Przeprowadzono kolejną operację i włożono nogę do gipsu. Przed Bożym Narodzeniem doszło do infekcji bakteryjnej rany. Podczas kolejnego zabiegu z kolana wylała się cała nerka ropy. Fijasowi groziła amputacja. Leczenie trwało trzy miesiące i polegało na systematycznym czyszczeniu rany, wycinaniu martwych tkanek i podawaniu antybiotyku. Nogę uratowano, choć kolano nie odzyskało pełni sprawności. Powrót do sportu nie był już możliwy.

### Miejsca w klasyfikacji poszczególnych turniejów
| Turniej                  | 1988 | 1987 | 1986 | 1985 | 1984 | 1983 | 1982 | 1981 | 1980 | 1979 | 1978 | 1977 | 1976 |
| ------------------------ | ---- | ---- | ---- | ---- | ---- | ---- | ---- | ---- | ---- | ---- | ---- | ---- | ---- |
| Puchar Świata            | 55   | 31   | 15   | 14   | 17   | 43   | 26   | 31   | 16   | X    | X    | X    | X    |
| Turniej Czterech Skoczni | 29   | 114  | 6    | 7    | 29   | 13   | –    | 38   | 8    | 10   | –    | –    | –    |
| Turniej Szwajcarski      | 37   | X    | 25   | 12   | X    | ?    | –    | 26   | –    | –    | –    | –    | X    |
| Turniej Czeski           | X    | –    | 7    | 2    | 10   | 15   | –    | 19   | 6    | 4    | –    | –    | –    |
| Puchar Beskidów          | –    | 4    | 3    | –    | 1    | –    | X    | X    | –    | –    | 10   | –    | 47   |
| Puchar Europy            | ?    | –    | –    | 20   | –    | –    | –    | ?    | X    | X    | X    | X    | X    |

## Po zakończeniu kariery zawodniczej
17 stycznia 1990 po zawodach PŚ w Zakopanem odbyła się ceremonia pożegnania skoczka z wyczynowym sportem. Otrzymał wówczas odznakę Zasłużonego Mistrza Sportu z rąk zastępcy przewodniczącego Komitetu ds. Młodzieży i Kultury Fizycznej Stefana Paszczyka oraz pamiątkowy puchar od PZN. Fijas został rencistą, a Polski Związek Narciarski przedłużył mu stypendium o rok. Pracował w brygadzie remontowo-budowlanej oraz w BBTS Bielsko-Biała. Ukończył kurs instruktora skoków narciarskich i kurs obsługi maszyn do ubijania śniegu. Pracował też na wyciągu. Przez pewien czas prowadził prywatną firmę budowlaną. Podczas ceremonii otwarcia IX Zimowego Europejskiego Festiwalu Młodzieży Śląsk-Beskidy 2009 zapalił znicz olimpijski.

Skoczkami są wszyscy. Zawodnikiem jest ten, kto potrafi wykorzystać swoje umiejętności na zawodach. A skakać dobrze na treningu można dobrze, ale to trzeba potwierdzić na zawodach. Mieliśmy kilku dobrych skoczków, z czego Bobaka można zaliczyć do grona zawodników. (...) Ale przez 10 lat kręciłem się w światowej czołówce. Czasami jednak swoich możliwości nie umiałem w pełni wykorzystać. Dlatego twierdzę, że rzadziej byłem „zawodnikiem”, częściej „skoczkiem”.

## Przebieg kariery trenerskiej

### 1994–1999
W 1994 za namową szefa wyszkolenia w PZN Marka Siderka rozpoczął współpracę z czeskim trenerem reprezentacji polskich skoczków, Pavlem Mikeską, w ramach tzw. „grupy olimpijskiej”, która miała na celu zwiększenie poziomu prezentowanego przez polską kadrę. Należeli do niej wówczas Robert Mateja, Wojciech Skupień, Adam Małysz i Łukasz Kruczek. Małysz trzykrotnie wygrał zawody Pucharu Świata, razem z Mateją zajął też pozycję w pierwszej dziesiątce mistrzostw świata (Mateja był piąty, Małysz dziesiąty). Skupień na igrzyskach w Nagano osiągnął jedenastą lokatę. Po odejściu Mikeski, od 10 stycznia do 30 kwietnia 1999 Fijas pełnił obowiązki pierwszego trenera.

### 1999–2004
Od 1 czerwca 1999 do 30 kwietnia 2004 współpracował z Apoloniuszem Tajnerem jako drugi trener reprezentacji narodowej. Ponadto wykonywał obowiązki operatora filmowego, rejestrując na taśmie dla potrzeb szkoleniowych skoki Polaków i ich rywali.
Na ten okres przypadł czas największych sukcesów Adama Małysza: wygranie trzech Pucharów Świata, a także medali mistrzostw świata i igrzysk olimpijskich. Inni polscy zawodnicy nie odnosili jednak większych sukcesów.

Można było zawsze do niego przyjść – wysłuchał, pomógł i doradził. To bardzo dobry człowiek.

### 2004–2006
Przed sezonem 2004/2005 został trenerem kadry C, szkoląc wtedy między innymi Piotra Żyłę i Rafała Śliża. W kolejnym sezonie kadra nosiła miano „młodzieżowej”, a Żyła i Śliż zwyciężyli po razie w konkursach Pucharu Kontynentalnego. Fijas był także trenerem polskiej reprezentacji na Mistrzostwach Świata Juniorów 2006 w Kranju. Najlepiej z jego podopiecznych skakał Łukasz Rutkowski, który na skoczni Bauhenk zajął czwarte miejsce. W konkursie drużynowym Polska w składzie: Dawid Kubacki, Sebastian Toczek, Dawid Kowal, Łukasz Rutkowski uplasowała się na siódmej pozycji.

### 2006–2012
W sezonie 2006/2007 Fijas był pierwszym trenerem kadry B (od sezonu 2008/09 młodzieżowej), a od 2007 asystentem Adama Celeja. Ich podopieczni startowali głównie w Pucharze Kontynentalnym, rzadko plasując się w pierwszej dziesiątce (jako jedyni na podium PK stanęli, wygrywając, Grzegorz Miętus i Wojciech Skupień).
Od sezonu 2009/2010 do 2011/2012 Fijas był asystentem Łukasza Kruczka, pierwszego trenera polskiej reprezentacji A. Wówczas pięć zwycięstw w PŚ odniósł Kamil Stoch, a w sezonie 2010/11 Polska zajęła trzecie miejsce w Pucharze Narodów tego cyklu.

### Od 2012
Fijas został szkoleniowcem trzeciej podgrupy kadry A reprezentacji Polski w sezonie 2012/2013. Do tejże podgrupy, mającej trenować w kraju przydzielono Jana Ziobrę, Andrzeja Zapotocznego, Jakuba Kota i Łukasza Rutkowskiego. Spośród tych zawodników największe sukcesy odniósł Ziobro, który trzykrotnie stawał na podium zawodów Pucharu Kontynentalnego, a ponadto zdobył punkty podczas konkursu PŚ w Zakopanem.
W sezonie 2013/2014 Fijas był asystentem Roberta Matei w podgrupie młodzieżowej, którą stanowiło sześciu zawodników w większości (wbrew nazwie drużyny) posiadających już status seniora (de facto podgrupa pełniła funkcję dawnej kadry B). Do tejże ekipy powołani zostali Klemens Murańka, Stefan Hula, Jan Ziobro, Bartłomiej Kłusek, Grzegorz Miętus i Łukasz Rutkowski. W tamtym też sezonie na podium konkursów PK po razie stanęli Murańka i Hula. W sezonie 2014/2015 Mateja i Fijas opiekowali się kadrą juniorów. Ich podopieczny Andrzej Stękała stanął na podium konkursu PK w Niżnym Tagile oraz wygrał klasyfikację Pucharu FIS. Od sezonu 2015/2016 Fijas pracuje jako asystent trenera w kadrze juniorów.

## Igrzyska olimpijskie

### Indywidualnie
| 1980 Lake Placid | – | 47. miejsce (K-86), 14. miejsce (K-114) |
| 1984 Sarajewo    | – | 7. miejsce (K-90), 17. miejsce (K-112)  |
| 1988 Calgary     | – | 10. miejsce (K-89), 13. miejsce (K-114) |

### Starty P. Fijasa na igrzyskach olimpijskich – szczegółowo
| Miejsce | Dzień     | Rok  | Miejscowość | Skocznia            | Punkt K | Konkurs  | Skok 1  | Skok 2  | Nota      | Strata    | Zwycięzca      |
| ------- | --------- | ---- | ----------- | ------------------- | ------- | -------- | ------- | ------- | --------- | --------- | -------------- |
| 47.     | 17 lutego | 1980 | Lake Placid | MacKenzie Intervale | K-86    | indywid. | 79,5 m  | 59,0 m  | 144,0 pkt | 122,3 pkt | Toni Innauer   |
| 14.     | 23 lutego | 1980 | Lake Placid | MacKenzie Intervale | K-114   | indywid. | 107,0 m | 101,0 m | 226,1 pkt | 44,9 pkt  | Jouko Törmänen |
| 7.      | 12 lutego | 1984 | Sarajewo    | Igman               | K-90    | indywid. | 87,0 m  | 88,0 m  | 204,5 pkt | 10,7 pkt  | Jens Weißflog  |
| 17.     | 18 lutego | 1984 | Sarajewo    | Igman               | K-112   | indywid. | 103,0 m | 95,0 m  | 180,6 pkt | 50,6 pkt  | Matti Nykänen  |
| 10.     | 15 lutego | 1988 | Calgary     | Olimpijska          | K-89    | indywid. | 84,5 m  | 80,0 m  | 195,4 pkt | 33,7 pkt  | Matti Nykänen  |
| 13.     | 18 lutego | 1988 | Calgary     | Olimpijska          | K-114   | indywid. | 107,5 m | 102,0 m | 192,6 pkt | 31,4 pkt  | Matti Nykänen  |

## Mistrzostwa świata

### Indywidualnie
| 1978 Lahti      | – | 47. miejsce (K-85), 18. miejsce (K-110) |
| 1982 Oslo       | – | 19. miejsce (K-85), 29. miejsce (K-105) |
| 1985 Seefeld    | – | 22. miejsce (K-90), 19. miejsce (K-109) |
| 1987 Oberstdorf | – | 12. miejsce (K-115), 33. miejsce (K-90) |

### Drużynowo
| 1982 Oslo       | – | 14. miejsce (K-105) |
| 1984 Engelberg  | – | 14. miejsce (K-120) |
| 1987 Oberstdorf | – | 13. miejsce (K-115) |

### Starty P. Fijasa na mistrzostwach świata – szczegółowo
| Miejsce | Dzień       | Rok  | Miejscowość      | Skocznia                   | Punkt K | Konkurs  | Skok 1  | Skok 2  | Nota                  | Strata    | Zwycięzca      |
| ------- | ----------- | ---- | ---------------- | -------------------------- | ------- | -------- | ------- | ------- | --------------------- | --------- | -------------- |
| 47.     | 18 lutego   | 1978 | Lahti            | Salpausselkä               | K-?     | ind.     | 71,0 m  | 71,0 m  | 182,9 pkt             | 70,3 pkt  | Matthias Buse  |
| 18.     | 26 lutego   | 1978 | Lahti            | Salpausselkä               | K-?     | ind.     | 101,0 m | 104,0 m | 218,8 pkt             | 37,8 pkt  | Tapio Räisänen |
| 19.     | 21 lutego   | 1982 | Oslo             | Midstuen                   | K-85    | ind.     | 77,5 m  | 81,5 m  | 227,6 pkt             | 21,7 pkt  | Armin Kogler   |
| 14.     | 26 lutego   | 1982 | Oslo             | Holmenkollen               | K-105   | druż.    | 90,5 m  | 92,5 m  | 539,4 pkt (202,2 pkt) | 179,1 pkt | Norwegia       |
| 29.     | 28 lutego   | 1982 | Oslo             | Holmenkollen               | K-105   | ind.     | 104,5 m | 96,0 m  | 205,2 pkt             | 52,7 pkt  | Matti Nykänen  |
| 14.     | 26 lutego   | 1984 | Engelberg        | Gross-Titlis               | K-120   | druż.    | 110,0 m | 104,5 m | 438,4 pkt (180,3 pkt) | 179,9 pkt | Finlandia      |
| 22.     | 20 stycznia | 1985 | Seefeld in Tirol | Olimpijska Toniego Seelosa | K-90    | ind.     | 96,0 m  | 99,0 m  | 181,8 pkt             | 42,4 pkt  | Per Bergerud   |
| 19.     | 26 stycznia | 1985 | Seefeld in Tirol | Bergisel                   | K-109   | ind.     | 83,0 m  | 82,0 m  | 192,5 pkt             | 32,8 pkt  | Jens Weißflog  |
| 12.     | 15 lutego   | 1987 | Oberstdorf       | Schattenberg               | K-115   | indywid. | 103,5 m | 113,5 m | 196,8 pkt             | 19,2 pkt  | Andreas Felder |
| 13.     | 17 lutego   | 1987 | Oberstdorf       | Schattenberg               | K-115   | druż.    | 107,0 m | 97,0 m  | 508,2 pkt (175,1 pkt) | 125,9 pkt | Finlandia      |
| 33.     | 20 lutego   | 1987 | Oberstdorf       | Schattenberg               | K-90    | indywid. | 82,0 m  | 85,5 m  | 194,0 pkt             | 30,4 pkt  | Jiří Parma     |

## Mistrzostwa świata w lotach narciarskich

### Indywidualnie
| 1979 Planica    | – | brązowy medal |
| 1981 Oberstdorf | – | 17. miejsce   |
| 1983 Harrachov  | – | 12. miejsce   |
| 1985 Planica    | – | 14. miejsce   |
| 1986 Tauplitz   | – | 10. miejsce   |
| 1988 Oberstdorf | – | 7. miejsce    |

#### Starty P. Fijasa na mistrzostwach świata w lotach – szczegółowo
| Miejsce | Dzień             | Rok  | Miejscowość | Skocznia          | Punkt K | Skok 1  | Skok 2  | Skok 3  | Skok 4  | Skok 5  | Skok 6  | Skok 7  | Skok 8  | Skok 9  | Nota      | Strata    | Zwycięzca            |
| ------- | ----------------- | ---- | ----------- | ----------------- | ------- | ------- | ------- | ------- | ------- | ------- | ------- | ------- | ------- | ------- | --------- | --------- | -------------------- |
| 3.      | 17-18 marca       | 1979 | Planica     | Velikanka         | K-185   | 149,0 m | 131,0 m | 166,0 m | 149,0 m | 152,0 m | 162,0 m | –       | –       | –       | 704,5 pkt | 37,0 pkt  | Armin Kogler         |
| 17.     | 25 lutego-1 marca | 1981 | Oberstdorf  | Heiniego Klopfera | K-182   | 110,0 m | 134,0 m | 121,0 m | 123,0 m | 120,0 m | 102,0 m | 136,0 m | 132,0 m | –       | 877,5 pkt | 323,5 pkt | Jari Puikkonen       |
| 12.     | 18-20 marca       | 1983 | Harrachov   | Čerťák            | K-180   | 158,0 m | 154,0 m | 164,0 m | 163,0 m | 154,0 m | 158,0 m | 168,0 m | 163,0 m | 160,0 m | 995,5 pkt | 55,5 pkt  | Klaus Ostwald        |
| 14.     | 16-17 lutego      | 1985 | Planica     | Velikanka         | K-185   | 159,0 m | 165,0 m | 152,0 m | 133,0 m | 151,0 m | –       | –       | –       | –       | 477,0 pkt | 103,5 pkt | Matti Nykänen        |
| 10.     | 8-9 marca         | 1986 | Tauplitz    | Kulm              | K-185   | 136,0 m | 150,0 m | 117,0 m | 171,0 m | 167,0 m | 172,0 m | –       | –       | –       | 656,5 pkt | 88,5 pkt  | Andreas Felder       |
| 7.      | 13 marca          | 1988 | Oberstdorf  | Heiniego Klopfera | K-182   | 146,0 m | 169,0 m | 163,0 m | –       | –       | –       | –       | –       | –       | 334,0 pkt | 30,0 pkt  | Ole Gunnar Fidjestøl |

## Mistrzostwa Europy juniorów

### Indywidualnie
| 1976 Liberec | – | 15. miejsce |

### Starty P. Fijasa na mistrzostwach Europy juniorów – szczegółowo
| Miejsce | Dzień     | Rok  | Miejscowość | Skocznia | Punkt K | Konkurs  | Skok 1 | Skok 2 | Nota      | Strata   | Zwycięzca    |
| ------- | --------- | ---- | ----------- | -------- | ------- | -------- | ------ | ------ | --------- | -------- | ------------ |
| 15.     | 29 lutego | 1976 | Liberec     | Ještěd   | K-?     | indywid. | 77,5 m | 66,5 m | 183,1 pkt | 63,6 pkt | Toni Innauer |

## Puchar Świata

### Miejsca w klasyfikacji generalnej
| Sezon     | Miejsce |
| --------- | ------- |
| 1979/1980 | 16.     |
| 1980/1981 | 31.     |
| 1981/1982 | 26.     |
| 1982/1983 | 43.     |
| 1983/1984 | 17.     |
| 1984/1985 | 14.     |
| 1985/1986 | 15.     |
| 1986/1987 | 31.     |
| 1987/1988 | 55.     |

#### Zwycięstwa w konkursach Pucharu Świata
| Nr | Dzień       | Rok  | Miejscowość  | Skocznia       | Punkt K | Skok 1  | Skok 2  | Nota      | Przypisy  |
| -- | ----------- | ---- | ------------ | -------------- | ------- | ------- | ------- | --------- | --------- |
| 1. | 27 stycznia | 1980 | Zakopane     | Wielka Krokiew | K-115   | 113,0 m | 113,5 m | 254,6 pkt | –         |
| 2. | 9 lutego    | 1980 | Saint-Nizier | Dauphiné       | K-112   | 99,0 m  | 101,0 m | 222,2 pkt | –         |
| 3. | 12 stycznia | 1986 | Liberec      | Ještěd         | K-115   | 114,0 m | –       | 110,1 pkt | * TC 1986 |

#### Miejsca na podium
| Sezon PŚ  | 1. miejsce | 2. miejsce | 3. miejsce | razem |
| 1979/1980 | 2          | –          | 1          | 3     |
| 1980/1981 | –          | –          | –          | –     |
| 1981/1982 | –          | 1          | –          | 1     |
| 1982/1983 | –          | –          | –          | –     |
| 1983/1984 | –          | –          | 1          | 1     |
| 1984/1985 | –          | –          | 1          | 1     |
| 1985/1986 | 1          | –          | 2          | 3     |
| 1986/1987 | –          | –          | 1          | 1     |
| 1987/1988 | –          | –          | –          | –     |
| suma      | 3          | 1          | 6          | 10    |

#### Miejsca na podium w konkursach Pucharu Świata
| Nr  | Dzień       | Rok  | Miejscowość         | Skocznia             | Punkt K | Skok 1  | Skok 2  | Skok 3  | Nota       | Lok. | Strata    | Zwycięzca            |
| --- | ----------- | ---- | ------------------- | -------------------- | ------- | ------- | ------- | ------- | ---------- | ---- | --------- | -------------------- |
| 1.  | 6 stycznia  | 1980 | Bischofshofen       | Paula Ausserleitnera | K-106   | 98,5 m  | 101,5 m | –       | 226,8 pkt. | 3.   | 3,6 pkt.  | Martin Weber         |
| 2.  | 27 stycznia | 1980 | Zakopane            | Wielka Krokiew       | K-115   | 113,0 m | 113,5 m | –       | 254,6 pkt  | 1.   | –         | –                    |
| 3.  | 9 lutego    | 1980 | Saint-Nizier        | Dauphiné             | K-112   | 99,0 m  | 101,0 m | –       | 222,2 pkt  | 1.   | –         | –                    |
| 4.  | 19 marca    | 1982 | Szczyrbskie Jezioro | MS 1970 A            | K-110   | 109,0 m | 106,0 m | –       | 244,5 pkt. | 2.   | 3,7 pkt.  | Ole Bremseth         |
| 5.  | 25 marca    | 1984 | Planica             | Bloudkova velikanka  | K-130   | 113,0 m | 107,0 m | –       | 162,5 pkt. | 3.   | 40,5 pkt. | Pavel Ploc           |
| 6.  | 6 stycznia  | 1985 | Bischofshofen       | Paula Ausserleitnera | K-111   | 111,0 m | 106,0 m | –       | 214,0 pkt. | 3.   | 7,5 pkt.  | Hroar Stjernen       |
| 7.  | 30 grudnia  | 1985 | Oberstdorf          | Schattenberg         | K-115   | 110,0 m | 114,0 m | –       | 208,1 pkt. | 3.   | 4,7 pkt.  | Pekka Suorsa         |
| 8.  | 12 stycznia | 1986 | Liberec             | Ještěd               | K-115   | 114,0 m | –       | –       | 110,1 pkt  | 1.   | –         | –                    |
| 9.  | 15 lutego   | 1986 | Vikersund           | Vikersund            | K-155   | 140,0 m | 163,0 m | 144,0 m | 354,0 pkt. | 3.   | 6,0 pkt.  | Andreas Felder       |
| 10. | 15 marca    | 1987 | Planica             | Velikanka            | K-185   | 185,0 m | –       | –       | 180,5 pkt. | 3.   | 5,5 pkt.  | Ole Gunnar Fidjestøl |

#### Miejsca w poszczególnych konkursachPucharu Świata
| Sezon 1979/1980                                          |                        |                        |               |               |                        |                        |                        |                   |                     |                     |                |                |              |             |           |              |              |                     |                     |                     |            |         |                     |                     |        |        |        |        |        |        |        |        |        |        |        |
| Cortina d’Ampezzo                                        | Oberstdorf             | Garmisch-Partenkirchen | Innsbruck     | Bischofshofen | Sapporo                | Sapporo                | Thunder Bay            | Thunder Bay       | Zakopane            | Zakopane            | Saint-Nizier   | Saint-Nizier   | Sankt Moritz | Gstaad      | Engelberg | Vikersund    | Lahti        | Lahti               | Falun               | Oslo                | Planica    | Planica | Szczyrbskie Jezioro | Szczyrbskie Jezioro | punkty |        |        |        |        |        |        |        |        |        |        |
| -                                                        | 27                     | 14                     | 15            | 3             | -                      | -                      | -                      | -                 | 11                  | 1                   | 1              | 37             | -            | -           | -         | 27           | -            | -                   | -                   | -                   | -          | -       | -                   | -                   | 73     |        |        |        |        |        |        |        |        |        |        |
| Sezon 1980/1981                                          |                        |                        |               |               |                        |                        |                        |                   |                     |                     |                |                |              |             |           |              |              |                     |                     |                     |            |         |                     |                     |        |        |        |        |        |        |        |        |        |        |        |
| Oberstdorf                                               | Garmisch-Partenkirchen | Innsbruck              | Bischofshofen | Harrachov     | Liberec                | Sankt Moritz           | Gstaad                 | Engelberg         | Ironwood            | Ironwood            | Sapporo        | Sapporo        | Thunder Bay  | Thunder Bay | Chamonix  | Saint Nizier | Lahti        | Lahti               | Falun               | Oslo                | Bærum      | Planica | Planica             | punkty              | punkty | punkty | punkty | punkty | punkty | punkty | punkty | punkty | punkty | punkty | punkty |
| 40                                                       | 57                     | 19                     | 48            | 17            | 22                     | 44                     | 27                     | 14                | -                   | -                   | -              | -              | -            | -           | -         | -            | 14           | 11                  | 20                  | 18                  | 9          | 49      | 8                   | 24                  | 24     | 24     | 24     | 24     | 24     | 24     | 24     | 24     | 24     | 24     | 24     |
| Sezon 1981/1982                                          |                        |                        |               |               |                        |                        |                        |                   |                     |                     |                |                |              |             |           |              |              |                     |                     |                     |            |         |                     |                     |        |        |        |        |        |        |        |        |        |        |        |
| Cortina d’Ampezzo                                        | Oberstdorf             | Garmisch-Partenkirchen | Innsbruck     | Bischofshofen | Sapporo                | Sapporo                | Thunder Bay            | Thunder Bay       | Sankt Moritz        | Engelberg           | Oslo           | Oslo           | Lahti        | Lahti       | Tauplitz  | Tauplitz     | Tauplitz     | Szczyrbskie Jezioro | Szczyrbskie Jezioro | Planica             | Planica    | punkty  | punkty              | punkty              | punkty | punkty | punkty | punkty | punkty | punkty | punkty | punkty | punkty |        |        |
| -                                                        | -                      | -                      | -             | -             | -                      | -                      | -                      | -                 | -                   | -                   | 19             | 29             | 22           | -           | -         | -            | -            | 2                   | 5                   | -                   | -          | 31      | 31                  | 31                  | 31     | 31     | 31     | 31     | 31     | 31     | 31     | 31     | 31     |        |        |
| Sezon 1982/1983                                          |                        |                        |               |               |                        |                        |                        |                   |                     |                     |                |                |              |             |           |              |              |                     |                     |                     |            |         |                     |                     |        |        |        |        |        |        |        |        |        |        |        |
| Cortina d’Ampezzo                                        | Oberstdorf             | Garmisch-Partenkirchen | Innsbruck     | Bischofshofen | Harrachov              | Harrachov              | Lake Placid            | Lake Placid       | Thunder Bay         | Thunder Bay         | Sankt Moritz   | Gstaad         | Engelberg    | Vikersund   | Vikersund | Vikersund    | Falun        | Falun               | Lahti               | Lahti               | Baerum     | Oslo    | Planica             | Planica             | punkty |        |        |        |        |        |        |        |        |        |        |
| -                                                        | 9                      | 17                     | 14            | 32            | 15                     | 14                     | 25                     | 24                | 22                  | 25                  | 27             | -              | -            | -           | -         | -            | -            | -                   | -                   | -                   | -          | -       | 17                  | 52                  | 12     |        |        |        |        |        |        |        |        |        |        |
| Sezon 1983/1984                                          |                        |                        |               |               |                        |                        |                        |                   |                     |                     |                |                |              |             |           |              |              |                     |                     |                     |            |         |                     |                     |        |        |        |        |        |        |        |        |        |        |        |
| Thunder Bay                                              | Thunder Bay            | Lake Placid            | Lake Placid   | Oberstdorf    | Garmisch-Partenkirchen | Innsbruck              | Bischofshofen          | Cortina d’Ampezzo | Harrachov           | Liberec             | Sapporo        | Sapporo        | Sarajewo     | Sarajewo    | Lahti     | Lahti        | Falun        | Lillehammer         | Oslo                | Oberstdorf          | Oberstdorf | Planica | Planica             | punkty              | punkty | punkty | punkty | punkty | punkty | punkty | punkty | punkty | punkty | punkty | punkty |
| 13                                                       | 26                     | 10                     | 18            | 9             | 54                     | 33                     | 17                     | -                 | 22                  | 4                   | -              | -              | 7            | 17          | -         | -            | -            | -                   | -                   | -                   | -          | 11      | 3                   | 57                  | 57     | 57     | 57     | 57     | 57     | 57     | 57     | 57     | 57     | 57     | 57     |
| Sezon 1984/1985                                          |                        |                        |               |               |                        |                        |                        |                   |                     |                     |                |                |              |             |           |              |              |                     |                     |                     |            |         |                     |                     |        |        |        |        |        |        |        |        |        |        |        |
| Thunder Bay                                              | Thunder Bay            | Lake Placid            | Lake Placid   | Oberstdorf    | Garmisch-Partenkirchen | Innsbruck              | Bischofshofen          | Cortina d’Ampezzo | Sapporo             | Sapporo             | Sankt Moritz   | Engelberg      | Harrachov    | Lahti       | Lahti     | Örnsköldsvik | Falun        | Oslo                | Szczyrbskie Jezioro | Szczyrbskie Jezioro | punkty     | punkty  | punkty              | punkty              | punkty | punkty | punkty | punkty | punkty | punkty | punkty | punkty | punkty | punkty | punkty |
| -                                                        | -                      | -                      | -             | 9             | 7                      | 14                     | 3                      | -                 | -                   | -                   | 30             | 6              | 12           | 4           | 11        | -            | -            | -                   | 32                  | 11                  | 69         | 69      | 69                  | 69                  | 69     | 69     | 69     | 69     | 69     | 69     | 69     | 69     | 69     | 69     | 69     |
| Sezon 1985/1986                                          |                        |                        |               |               |                        |                        |                        |                   |                     |                     |                |                |              |             |           |              |              |                     |                     |                     |            |         |                     |                     |        |        |        |        |        |        |        |        |        |        |        |
| Thunder Bay                                              | Thunder Bay            | Lake Placid            | Lake Placid   | Chamonix      | Oberstdorf             | Garmisch-Partenkirchen | Innsbruck              | Bischofshofen     | Harrachov           | Liberec             | Klingenthal    | Oberwiesenthal | Sapporo      | Sapporo     | Vikersund | Vikersund    | Sankt Moritz | Gstaad              | Engelberg           | Lahti               | Lahti      | Oslo    | Planica             | Planica             | punkty |        |        |        |        |        |        |        |        |        |        |
| 7                                                        | 9                      | 11                     | 8             | –             | 3                      | 9                      | 28                     | 9                 | 12                  | 1                   | -              | -              | 43           | 4           | 3         | 18           | 40           | 32                  | 22                  | -                   | -          | -       | 50                  | 16                  | 84     |        |        |        |        |        |        |        |        |        |        |
| Sezon 1986/1987                                          |                        |                        |               |               |                        |                        |                        |                   |                     |                     |                |                |              |             |           |              |              |                     |                     |                     |            |         |                     |                     |        |        |        |        |        |        |        |        |        |        |        |
| Thunder Bay                                              | Thunder Bay            | Lake Placid            | Lake Placid   | Chamonix      | Oberstdorf             | Garmisch-Partenkirchen | Innsbruck              | Bischofshofen     | Szczyrbskie Jezioro | Szczyrbskie Jezioro | Oberwiesenthal | Sapporo        | Sapporo      | Lahti       | Lahti     | Örnsköldsvik | Falun        | Planica             | Planica             | Raelingen           | Oslo       | punkty  | punkty              | punkty              | punkty | punkty | punkty | punkty | punkty | punkty |        |        |        |        |        |
| 28                                                       | 23                     | 44                     | 46            | -             | 74                     | 108                    | -                      | -                 | -                   | -                   | -              | -              | -            | 46          | 57        | -            | -            | 7                   | 3                   | 36                  | 25         | 24      | 24                  | 24                  | 24     | 24     | 24     | 24     | 24     | 24     |        |        |        |        |        |
| Sezon 1987/1988                                          |                        |                        |               |               |                        |                        |                        |                   |                     |                     |                |                |              |             |           |              |              |                     |                     |                     |            |         |                     |                     |        |        |        |        |        |        |        |        |        |        |        |
| Thunder Bay                                              | Thunder Bay            | Lake Placid            | Lake Placid   | Sapporo       | Sapporo                | Oberstdorf             | Garmisch-Partenkirchen | Innsbruck         | Bischofshofen       | Gallio              | Sankt Moritz   | Gstaad         | Engelberg    | Lahti       | Lahti     | Meldal       | Oslo         | Planica             | Planica             | punkty              | punkty     | punkty  | punkty              | punkty              | punkty | punkty | punkty | punkty | punkty |        |        |        |        |        |        |
| -                                                        | -                      | -                      | -             | -             | -                      | 54                     | 28                     | 8                 | 28                  | -                   | 20             | 59             | 26           | -           | -         | 25           | 21           | 27                  | 23                  | 8                   | 8          | 8       | 8                   | 8                   | 8      | 8      | 8      | 8      | 8      |        |        |        |        |        |        |
| Legenda                                                  |                        |                        |               |               |                        |                        |                        |                   |                     |                     |                |                |              |             |           |              |              |                     |                     |                     |            |         |                     |                     |        |        |        |        |        |        |        |        |        |        |        |
| 1 2 3 4-10 11-15 poniżej 15 – – zawodnik nie wystartował |                        |                        |               |               |                        |                        |                        |                   |                     |                     |                |                |              |             |           |              |              |                     |                     |                     |            |         |                     |                     |        |        |        |        |        |        |        |        |        |        |        |

### Turniej Czterech Skoczni
| 27. Turniej Czterech Skoczni |                        |           |               |       |
| Oberstdorf                   | Garmisch-Partenkirchen | Innsbruck | Bischofshofen | klas. |
| 38                           | 17                     | 12        | 3             | 10    |
| 28. Turniej Czterech Skoczni |                        |           |               |       |
| Oberstdorf                   | Garmisch-Partenkirchen | Innsbruck | Bischofshofen | klas. |
| 27                           | 14                     | 15        | 3             | 8     |
| 29. Turniej Czterech Skoczni |                        |           |               |       |
| Oberstdorf                   | Garmisch-Partenkirchen | Innsbruck | Bischofshofen | klas. |
| 40                           | 57                     | 19        | 48            | 38    |
| 31. Turniej Czterech Skoczni |                        |           |               |       |
| Oberstdorf                   | Garmisch-Partenkirchen | Innsbruck | Bischofshofen | klas. |
| 9                            | 17                     | 14        | 32            | 13    |
| 32. Turniej Czterech Skoczni |                        |           |               |       |
| Oberstdorf                   | Garmisch-Partenkirchen | Innsbruck | Bischofshofen | klas. |
| 9                            | 54                     | 33        | 17            | 29    |
| 33. Turniej Czterech Skoczni |                        |           |               |       |
| Oberstdorf                   | Garmisch-Partenkirchen | Innsbruck | Bischofshofen | klas. |
| 9                            | 7                      | 14        | 3             | 7     |
| 34. Turniej Czterech Skoczni |                        |           |               |       |
| Oberstdorf                   | Garmisch-Partenkirchen | Innsbruck | Bischofshofen | klas. |
| 3                            | 9                      | 28        | 9             | 7     |
| 35. Turniej Czterech Skoczni |                        |           |               |       |
| Oberstdorf                   | Garmisch-Partenkirchen | Innsbruck | Bischofshofen | klas. |
| 74                           | 108                    | –         | –             | 114   |
| 36. Turniej Czterech Skoczni |                        |           |               |       |
| Oberstdorf                   | Garmisch-Partenkirchen | Innsbruck | Bischofshofen | klas. |
| 54                           | 28                     | 8         | 28            | 29    |

### Turniej Szwajcarski

#### Miejsca w klasyfikacji generalnej
| Sezon | Miejsce |
| ----- | ------- |
| 1981  | 26.     |
| 1983  | ?.      |
| 1985  | 12.     |
| 1986  | 25.     |
| 1988  | 37.     |

### Turniej Czeski

#### Miejsca w klasyfikacji generalnej
| Sezon | Miejsce |
| ----- | ------- |
| 1979  | 4.      |
| 1980  | 6.      |
| 1981  | 19.     |
| 1983  | 15.     |
| 1984  | 10.     |
| 1985  | 2.      |
| 1986  | 7.      |

### Puchar Beskidów

#### Miejsca w klasyfikacji generalnej
| Sezon | Miejsce |
| ----- | ------- |
| 1976  | 47.     |
| 1978  | 10.     |
| 1984  | 1.      |
| 1986  | 3.      |
| 1987  | 4.      |

## Puchar Europy

### Miejsca w klasyfikacji generalnej
| Sezon     | Miejsce |
| --------- | ------- |
| 1980/1981 | ?       |
| 1984/1985 | 20.     |
| 1987/1988 | ?       |

### Miejsca na podium w konkursach Pucharu Europy
| Nr | Dzień       | Rok  | Miejscowość | Skocznia | Punkt K | Skok 1 | Skok 2  | Nota      | Lok. | Strata   | Zwycięzca  |
| -- | ----------- | ---- | ----------- | -------- | ------- | ------ | ------- | --------- | ---- | -------- | ---------- |
| 1. | 12 stycznia | 1985 | Liberec     | Ještěd   | K-?     | 110 m  | 101,5 m | 192,6 pkt | 2.   | 13,5 pkt | Pavel Ploc |
| 2. | 13 stycznia | 1985 | Harrachov   | Čerťák   | K-?     | 120 m  | 108 m   | 208,2 pkt | 2.   | 12,9 pkt | Pavel Ploc |

### Miejsca w poszczególnych konkursachPucharu Europy
| Sezon 1980/1981                                                          |              |             |           |            |             |         |           |            |               |                  |                     |                     |               |               |                  |        |              |                     |                     |        |          |           |          |        |        |        |        |        |        |        |        |        |        |        |        |        |        |        |
| Sankt Moritz                                                             | Maribor      | Tarvisio    | Villach   | Chamonix   | Le Brassus  | Seefeld | La Molina | Travnik    | Schönwald     | Titisee-Neustadt | Szczyrbskie Jezioro | Szczyrbskie Jezioro | Bischofshofen | Bischofshofen | punkty           | punkty | punkty       | punkty              | punkty              | punkty | punkty   | punkty    | punkty   | punkty | punkty | punkty | punkty | punkty | punkty | punkty | punkty | punkty | punkty | punkty |        |        |        |        |
| -                                                                        | -            | -           | -         | -          | 5           | -       | -         | -          | -             | -                | -                   | -                   | -             | -             | 11               | 11     | 11           | 11                  | 11                  | 11     | 11       | 11        | 11       | 11     | 11     | 11     | 11     | 11     | 11     | 11     | 11     | 11     | 11     | 11     |        |        |        |        |
| Sezon 1984/1985                                                          |              |             |           |            |             |         |           |            |               |                  |                     |                     |               |               |                  |        |              |                     |                     |        |          |           |          |        |        |        |        |        |        |        |        |        |        |        |        |        |        |        |
| Passo Rolle                                                              | Sankt Moritz | Sankt Aegyd | Willingen | Willingen  | Planica     | Liberec | Tarvisio  | Villach    | Harrachov     | Chamonix         | Le Brassus          | Wörgl               | Sarajewo      | Travnik       | Schönwald        | Sprova | Stjørdal     | Meldal              | Rovaniemi           | Ruka   | Ruka     | Bardufoss | Predazzo | punkty | punkty | punkty | punkty | punkty | punkty | punkty | punkty | punkty | punkty | punkty | punkty | punkty | punkty | punkty |
| -                                                                        | -            | -           | -         | -          | -           | 2       | -         | -          | 2             | -                | -                   | -                   | -             | -             | -                | -      | -            | -                   | -                   | -      | -        | -         | -        | 40     | 40     | 40     | 40     | 40     | 40     | 40     | 40     | 40     | 40     | 40     | 40     | 40     | 40     | 40     |
| Sezon 1987/1988                                                          |              |             |           |            |             |         |           |            |               |                  |                     |                     |               |               |                  |        |              |                     |                     |        |          |           |          |        |        |        |        |        |        |        |        |        |        |        |        |        |        |        |
| Sankt Moritz                                                             | Planica      | Planica     | Planica   | Le Brassus | Sankt Aegyd | Borowec | Autrans   | Ruhpolding | Reit im Winkl | Sarajewo         | Travnik             | Willingen           | Willingen     | Schönwald     | Titisee-Neustadt | Falun  | Örnsköldsvik | Szczyrbskie Jezioro | Szczyrbskie Jezioro | Sprova | Stjørdal | Feldberg  | Predazzo | punkty | punkty | punkty | punkty | punkty | punkty | punkty | punkty | punkty | punkty |        |        |        |        |        |
| -                                                                        | 46           | 30          | 9         | -          | -           | -       | -         | -          | -             | -                | -                   | -                   | -             | -             | -                | -      | -            | -                   | -                   | -      | -        | -         | -        | 7      | 7      | 7      | 7      | 7      | 7      | 7      | 7      | 7      | 7      |        |        |        |        |        |
| Legenda                                                                  |              |             |           |            |             |         |           |            |               |                  |                     |                     |               |               |                  |        |              |                     |                     |        |          |           |          |        |        |        |        |        |        |        |        |        |        |        |        |        |        |        |
| 1 2 3 4-10 11-15 poniżej 15 – – zawodnik nie wystartował lub brak danych |              |             |           |            |             |         |           |            |               |                  |                     |                     |               |               |                  |        |              |                     |                     |        |          |           |          |        |        |        |        |        |        |        |        |        |        |        |        |        |        |        |

## Mistrzostwa Polski
Fijas 13-krotnie zdobył indywidualny tytuł mistrza Polski w skokach (5-krotnie na skoczni normalnej oraz 8-krotnie na dużej). Ponadto 3-krotnie został wicemistrzem (raz na skoczni normalnej i dwukrotnie na dużej) oraz drugim wicemistrzem (brązowy medal na obiekcie normalnym). Brał też udział – od 1982 – w barwach BBTS Włókniarz Bielsko-Biała w konkursach drużynowych, w których zdobył dwa krążki: złoty i brązowy, oba na skoczni dużej. Poniższa tabela nie uwzględnia wyników zawodnika w rywalizacji drużynowej poniżej trzeciego miejsca.
| Miejsce | Dzień       | Rok  | Miejscowość | Skocznia        | Punkt K | Konkurs | Skok 1  | Skok 2  | Nota      | Strata   | Zwycięzca                    |
| ------- | ----------- | ---- | ----------- | --------------- | ------- | ------- | ------- | ------- | --------- | -------- | ---------------------------- |
| 13.     | 20 lutego   | 1976 | Zakopane    | Średnia Krokiew | K-82    | ind.    | 65,5 m  | 65,0 m  | 187,4 pkt | 48,4 pkt | Stanisław Bobak              |
| 11.     | 21 lutego   | 1976 | Zakopane    | Wielka Krokiew  | K-115   | ind.    | 95,0 m  | 90,0 m  | 185,0 pkt | 48,3 pkt | Marek Pach                   |
| 12.     | 2 lutego    | 1978 | Zakopane    | Średnia Krokiew | K-82    | ind.    | 64,0 m  | 70,0 m  | 195,0 pkt | 54,5 pkt | Stanisław Bobak              |
| 7.      | 4 lutego    | 1978 | Zakopane    | Wielka Krokiew  | K-115   | ind.    | 99,0 m  | 99,5 m  | 208,4 pkt | 35,1 pkt | Kazimierz Długopolski        |
| 24.     | 24 stycznia | 1979 | Zakopane    | Średnia Krokiew | K-82    | ind.    | 74,5 m  | 57,5 m  | 183,3 pkt | 75,0 pkt | Stanisław Bobak              |
| 1.      | 6 marca     | 1979 | Zakopane    | Wielka Krokiew  | K-115   | ind.    | 117,0 m | 109,5 m | 255,6 pkt | –        | –                            |
| 1.      | 2 lutego    | 1980 | Szczyrk     | Skalite         | K-?     | ind.    | 86,0 m  | 81,0 m  | 244,6 pkt | –        | –                            |
| 2.      | 3 lutego    | 1980 | Wisła       | Malinka         | K-105   | ind.    | 90,0 m  | 89,0 m  | 226,4 pkt | 3,5 pkt  | Stanisław Pawlusiak          |
| 5.      | 7 lutego    | 1981 | Zakopane    | Średnia Krokiew | K-82    | ind.    | 75,0 m  | 75,5 m  | 226,4 pkt | 18,9 pkt | Stanisław Bobak              |
| 2.      | 8 lutego    | 1981 | Zakopane    | Wielka Krokiew  | K-115   | ind.    | 103,0 m | 109,0 m | 233,3 pkt | 11,4 pkt | Stanisław Bobak              |
| 4.      | 12 lutego   | 1982 | Zakopane    | Średnia Krokiew | K-82    | ind.    | 77,5 m  | 75,0 m  | 230,5 pkt | 21,3 pkt | Jan Łoniewski                |
| 1.      | 14 lutego   | 1982 | Zakopane    | Wielka Krokiew  | K-115   | ind.    | 121,5 m | 102,5 m | 248,6 pkt | –        | –                            |
| 1.      | 3 lutego    | 1983 | Wisła       | Malinka         | K-105   | ind.    | 98,5 m  | 96,0 m  | 249,1 pkt | –        | –                            |
| 2.      | 5 lutego    | 1983 | Zakopane    | Średnia Krokiew | K-82    | ind.    | 76,5 m  | 76,0 m  | 242,9 pkt | 1,9 pkt  | Janusz Duda                  |
| 1.      | 16 marca    | 1983 | Zakopane    | Wielka Krokiew  | K-115   | druż.   | ? m     | ? m     | ? pkt     | –        | BBTS Włókniarz Bielsko-Biała |
| 1.      | 22 marca    | 1984 | Zakopane    | Średnia Krokiew | K-82    | ind.    | 75,5 m  | 76,5 m  | 211,4 pkt | –        | –                            |
| 1.      | 23 marca    | 1984 | Zakopane    | Wielka Krokiew  | K-115   | ind.    | 108,0 m | 111,0 m | 204,1 pkt | –        | –                            |
| 1.      | 31 stycznia | 1985 | Szczyrk     | Skalite         | K-?     | ind.    | 82,0 m  | 79,5 m  | 204,6 pkt | –        | –                            |
| 1.      | 7 lutego    | 1985 | Wisła       | Malinka         | K-105   | ind.    | 101,5 m | 98,0 m  | 236,1 pkt | –        | –                            |
| 1.      | 5 lutego    | 1986 | Zakopane    | Średnia Krokiew | K-82    | ind.    | 79,5 m  | 73,5 m  | 216,2 pkt | –        | –                            |
| 1.      | 9 lutego    | 1986 | Zakopane    | Wielka Krokiew  | K-115   | ind.    | 116,5 m | 112,5 m | 222,8 pkt | –        | –                            |
| 1.      | 6 marca     | 1987 | Wisła       | Malinka         | K-105   | ind.    | 96,5 m  | 100,0 m | 219,6 pkt | –        | –                            |
| 1.      | 8 marca     | 1987 | Szczyrk     | Skalite         | K-?     | ind.    | 81,5 m  | 85,5 m  | 225,0 pkt | –        | –                            |
| 1.      | 5 marca     | 1988 | Zakopane    | Wielka Krokiew  | K-115   | ind.    | 106,5 m | 105,5 m | 189,0 pkt | –        | –                            |
| 3.      | 7 marca     | 1988 | Zakopane    | Średnia Krokiew | K-82    | ind.    | 80,5 m  | 75,0 m  | 219,2 pkt | 11,3 pkt | Jan Kowal                    |
| 3.      | 8 marca     | 1988 | Zakopane    | Wielka Krokiew  | K-115   | druż.   | ? m     | ? m     | ? pkt     | ? pkt    | WKS Zakopane                 |

### Inne
- mistrzostwa Polski juniorów w kombinacji norweskiej – 3. miejsce
- mistrzostwa Beskidów 1978 – 3. miejsce
- Memoriał Bronisława Czecha i Heleny Marusarzówny 1979 – 1. miejsce
- Memoriał Bronisława Czecha i Heleny Marusarzówny 1980 (PŚ) – 1. miejsce
- Memoriał Bronisława Czecha i Heleny Marusarzówny 1981 – 3. miejsce
- Memoriał Bronisława Czecha i Heleny Marusarzówny 1982 – 1. miejsce
- Memoriał Bronisława Czecha i Heleny Marusarzówny 1984 – 1. miejsce
- Memoriał Bronisława Czecha i Heleny Marusarzówny 1985 – 1. miejsce i 2. miejsce
- Memoriał Bronisława Czecha i Heleny Marusarzówny 1986 – 1. miejsce i 2. miejsce
- Memoriał Bronisława Czecha i Heleny Marusarzówny 1988 – 1. miejsce i 2. miejsce
- Puchar Tatr 1979 – 1. miejsce
- Grand Prix Frenštátu 1984 – 3. miejsce
- Międzynarodowy Konkurs Skoków o Memoriał Zdzisława Hryniewieckiego 1987 – 1. miejsce